# Гайдукевич Сергій Васильович
Сергій Василевич Гайдукевич (нар. 8 вересня 1954, Мінськ, Білорусь) — білоруський політичний та громадський діяч, лідер Ліберально-демократичної партії Білорусі (1995–2019).

## Життєпис
У 1976 році закінчив Мінське вище технічне зенітно-ракетне училище ППО. У 1976–1991 працював на керівних посадах: від командира до заступника командира ППО армії. Був старшою групою військових спеціалістів в Іраку (1982–1983), працював в Управлінні безпеки при Раді Міністрів Білорусі (1991–1992), заступником голови Комітету соціального захисту військових (1992–1994).
1986 року нагороджений орденом «Служба Батьківщині». У 1991 році закінчив Військово-командну академію ППО. У 1997 році закінчив юридичний факультет Московського комерційного інституту.
За короткий час він створив Народний рух Білорусі (1991—1994) та Ліберально-демократичну партію Білорусі. З 1994 є членом ЛДПБ, який очолював з 1995 року. Він двічі безуспішно ініціював референдум з питання «Чи згодні ви з утворенням Конфедерації Республіки Білорусь з Російською Федерацією?» (Липень і жовтень 1998).
У серпні 1999 року підписав платформу для опозиційних сил для проведення переговорів з владою, опосередкованою ОБСЄ. Він балотувався на «альтернативних» президентських виборах 1999 р. (Результати не оголошувались), президентських виборах 2001 р. (За офіційними даними отримав 2,48 % голосів) та 2006 р. (Набрав 3,5 %), але не був обраний. Під час виборчої кампанії 2001 року, BT і Народна газета поширили інтерв'ю з депутатом російської держдуми Жириновським, який звинуватив Гайдукевича у порушенні законів. 27 серпня комісія з нагляду за інформаційними спорами ЦВК підтримала скаргу Гайдукевича на БТ та Народну газету та наказала надати кандидату вільний ефірний час та газетний простір для спростування. Однак, 28 серпня БТ знову показало інтерв'ю з російським політиком.
На парламентських виборах 2004 року обраний депутатом Палати представників Національних зборів Білорусі 3-го скликання по Жовтневому виборчому округу № 99. Член Комісії з міжнародних питань та зв'язків з СНД. З серпня 2006 по вересень 2007 року він був Спеціальним представником Міністра закордонних справ Білорусі з питань співробітництва з європейськими структурами та парламентами.
30 березня 2010 р. оголосив про створення виборчого блоку «Нова Білорусь — Єдність», установчий з'їзд якого мав відбутися наприкінці весни — на початку літа 2010 року.

### Сім'я
Одружений, має двох синів і дочку .

### Творчість
2013 — опубліковано збірку віршів російською мовою «Моє життя — Білорусь».

## Твори
- Поточні зовнішньополітичні завдання Білорусі. — Мн., 1996.
- Збройні сили Республіки Білорусь після розпаду СРСР. — Мн., 1996.
- Суспільно-політичний розвиток Республіки Білорусь у пострадянський період. — Мн., 1996.